# Rapai Ágnes
Rapai Ágnes (Szekszárd, 1952. március 13. –) magyar költő, író, műfordító.

## Élete
Édesanyja Gáti Piroska, édesapja Rapai Gyula, egy nővére van, Márta. Gyerekkorát Budapesten, Szekszárdon, Pécsett töltötte, ahol 15 éves korában megismerkedett későbbi férjével, Nyéki Károllyal. Fia, Nyéki Attila, már Moszkvában született.
A Lomonoszov Egyetem dramaturgia szakát végezte el. Az MTA Társadalomtudományi Intézetében dokumentátorként dolgozott, később újságíró.

## Művészete
1989 óta szabadúszó író. 1989-ben beválasztották a Magyar Írószövetség költői szakosztályának vezetőségébe. Költészetére nagy hatással volt Apollinaire, Stéphane Mallarmé, Tandori Dezső, T. S. Eliot, Oravecz Imre, Allen Ginsberg és Sylvia Plath, utóbbinak néhány versét magyarra fordította. Bodor Béla meghatározása nyomán az új szenzibilitás magyar képviselőjének tartják, bár Rapai maga nem tartja magát annak, sőt, állítása szerint nem is ismeri azt. A '90-es években többször járt Svájcban, Werner Bucher Archiválva 2008. február 23-i dátummal a Wayback Machine-ben író, az orte kiadó igazgatója, és a svájci írószövetség meghívására. A magyar irodalmi élettől több mint tíz évig távol tartotta magát, olyannyira, hogy sokan svájci költőnek tartják. Csak 2004 után, amikor belépett a Szépírók társaságába és megtanulta a számítógép használatát, tért vissza a magyar irodalmi életbe, novellát és blogot is írt.

## Írói álneve
Férfinéven (Láng Olivér) írt versei megjelentek a Holmiban, az Élet és Irodalomban, a Mozgó Világban. Rapai Ágnes groteszk humora leginkább a kortárs magyar költőkről írt paródiáiban érhető tetten. Férfiverseit és paródiáit is a költőnőkről kialakult negatív kép – a költőnő idegbeteg, léha, humortalan, kocsmázó stb. – megváltoztatásának szándéka vezette.

## Közéleti tevékenysége
Ezzel egyidőben részt vett feminista akciókban, például 
a Prostitúció nélküli Magyarországért mozgalomban. Amikor 2007-ben a Parlament leszavazta Sándor Klára és Magyar Bálint törvényjavaslatát a női kvótáról, a karzatról Forgács Zsuzsával piros lapot mutatott fel a képviselőknek.

## Publikációk

### Könyvek
- Máshol, (versek, Magvető Könyvkiadó, Budapest, 1985)
- A darázs szeme, (versek, Orpheusz Kiadó, 1990)
- Zadarnál a tenger, (versek, Orpheusz Kiadó, 1997)
- Arc poétika, (versek, Novella Kiadó, 2006)
- Mindenhol jó, (versek, Novella Kiadó, 2007)

Svájcban megjelent könyvei:
- Spaziergang mit Hölderlin, orte-Verlag 1995
- Budapest…, orte Verlag 1999

(Mindkettőt Sándor András fordította németre)

### Antológiák
- Szép versek (1984,1986,1988,1990,2006,2007,2008,2009)
- Költői jelenlét 1985 (Magvető könyvkiadó, 1985)
- Rodo Tykim Ulina (Finnugor írók antológiája, 1989)
- Magyar Orpheus - Weöres Sándor emlékezetére (Szépirodalmi Kiadó, 1990)
- Nem szép versek (Nap Kiadó, 1993)
- Magyar Zsoltár (Kortárs Kiadó, 1994)
- Hét évszázad magyar költői (Tevan Kiadó, 1996)
- Mindenfélékből Pantheont (Orpheusz Kiadó, 1997)
- Magyar költőnők antológiája (Enciklopédia Kiadó, 1997)
- Újmódi bárdok éneke (1997. Obender & Co. Studio)
- Balatoni Almanach (2001. Veszprém megyei múzeum)
- Isten előtt állsz (Auktor Könyvkiadó Kft.2004)
- Lecsukott szemeden át látom (Kortárs magyar női szerelmes líra 2005)
- Éjszakai állatkert (Jonathan Miller kiadó, 2005)
- Mégse légyott - Kékszakállú+Verizmo elmaradt randevúja (Miskolc, 2006)
- Ötvenhat író Esztergomról (Pont Kiadó, Budapest, 2006)
- Légyott – B.artók + P.árizs randevúja (Miskolc, 2007)
- Szomjas oázis (Jaffa Kiadó, Budapest, 2007)
- Jelenlét 50 Petőcz András ötvenedik születésnapjára (Spanyolnátha művészeti folyóirat és a Példa Képfőiskola Kortárs Művészeti Alapítvány, 2009)
- Légyott - Bartók+Bécs válságtanácskozása(Miskolci operafesztivál kht. 2009)  Archiválva 2010. március 1-i dátummal a Wayback Machine-ben
- Dzsungel a szívben - A szív kutyája 2010

### Német nyelvűantológiák
- Frauenfelder Lyriktage 1997
- Poesie Agenda, 1995, 1996, 1998, 1999, 2003, 2009, 2010,https://web.archive.org/web/20090927183124/http://orteverlag.ch/pages/poesie_agenda/poesie_agenda_2010.htm
- Ungarische Poeten 1990 (Schweizer Literaturzeitschrift)
- Die Liebe sitzt in der Sonne (2008)

### Magyar irodalmi folyóiratok
Rapai Ágnesnek a következő folyóiratokban jelentek meg írásai: Árgus, Bárka, Élet és Irodalom, Forrás Archiválva 2008. október 6-i dátummal a Wayback Machine-ben, Híd, Holmi, Kortárs, Liget , Magyar Napló, Mozgó Világ, Parnasszus, Prae, Somogy, Új Forrás, Új Írás, Tekintet, Spanyolnátha  Archiválva 2008. október 2-i dátummal a Wayback Machine-ben,litera,
terasz Archiválva 2006. február 22-i dátummal a Wayback Machine-ben

### Svájci folyóirat
- Az Orte folyóirat több számában olvashatók versei.

## Díjak
- A Rosenthal Institute for Holocaust ösztöndíja, 1995
- A Művészeti Alap ösztöndíja, 1996
- Arany János-ösztöndíj, 1999
- Az NKA ösztöndíja, 2008

## Külföldi szereplések
- Frauenfeld

1997-ben részt vett a Frauenfeldi Költészeti Fesztiválon.
- Frankfurt

1999-ben, amikor Magyarország volt a Frankfurti Könyvvásár díszvendége, jelent meg második német nyelvű verseskötete.
- Prága

2007-ben a Nemzetközi Költészeti Napokon vett részt.

## Kritikák
Magyar nyelven:
- Lengyel Balázs:

Amit az Arc poétikáról tudni kell

- Bodor Béla:

https://web.archive.org/web/20080923163754/http://www.kortarsonline.hu/0801/bodor.htm Mindig máshol jó (Kortárs, 2008 január)
- Bella István:

A fűszál színeváltozása (Élet és Irodalom, 1985) 
- Pécsi Györgyi:

A darázs szeme (Életünk, 1991)

- Lukácsi András:

Magyar költőnő Svájcban (Magyar Hírlap, 1994)
- Sándor András:

„E ruhátlan lét: a költészet” (Tekintet, 1995/5–6)
- Legeza Ilona :

Zadarnál a tenger (Legeza Ilona irodalmi honlapja)
- Kapecz Zsuzsa:

Láng Olivér tündöklése és bukása Archiválva 2007. október 21-i dátummal a Wayback Machine-ben (Élet és Irodalom, 2007)
- Fodor Tünde:

Hétköznapok töredékei (Spanyolnátha 2007. őszi száma) 
- Kálmán Gábor:

Amikor a háziasszony verset ír Archiválva 2007. augusztus 27-i dátummal a Wayback Machine-ben (Könyvesblog, 2007)
- Kálmán C. György:

Női test, férfi teszt Élet és Irodalom
 Archiválva 2011. augusztus 9-i dátummal a Wayback Machine-ben
Német nyelven:
- Barbara Traber: Elegie am Nachmittag (Badener Tagblatt, Samstag, 29. Oktober 1994)
- WALTER NEUMAN: Wenn die gewöhnliche Rede nicht länger ausreicht (Südkurier, 10.1.03.)
- IRÉNE BOURQUIN: Poesie: „Die einzige zweite Wirklichkeit“ (Der Landbote, 22 September 1997)
- WALTER NEUMANN: Von Arnika bis Zittergras oder Das Glück der Poesie (Stuttgarter Zeitung, 25. September 1997)